# Michail Deržavin
Michail Deržavin (25 luglio 1903 – Mosca, 30 luglio 1951) è stato un attore sovietico.

## Filmografia parziale

### Attore
- La grande svolta (1945)
- Glinka (1946)
- Tre incontri (1948)

## Premi
- Artista onorato della RSFSR
- Artista popolare della RSFSR
- Ordine di Lenin
- Premio Stalin
- Medaglia per la difesa di Mosca
- Medaglia al merito del lavoro durante la grande guerra patriottica del 1941-1945